# Mondragón
Arrasate hay Mondragón (tên Basque và Tây Ban Nha chính thức, tên Mondragoe không chính thức trong tiếng Basque) - là một đô thị trong tỉnh Guipúzcoa thuộc cộng đồng tự trị Xứ Basque, Tây Ban Nha. Dân số 22.112 người năm 2007.